# Dundee-ekspeditionen 1892–93
Dundee-ekspeditionen 1892–93 var en ekspedition til Antarktis finansieret af Robert Kinnes i Dundee i Skotland. Hovedformålet med ekspeditionen var at kortlægge forekomsterne af rethvaler og vurdere potentialet for hvalfangst i Sydishavet. Resultatet var nedslående, og ingen hval blev fanget. Der blev imidlertid taget store mængder sæler.
Fire fartøjer fra hvalflåden i Dundee blev sendt syd over via Falklandsøerne: "Active", "Balaena", "Diana" og "Polar Star". William S. Bruce om bord i "Balaena" og Charles W. Donald i "Active" gennemførte videnskabelige undersøgelser ved Joinville Island og Trinityhalvøen. Med på ekspeditionen fulgte også kunstneren William Gordon Burn Murdoch, og de første kendte fotografier af det antarktiske kontinent blev taget under ekspeditionen.
Julaften 1892 støttede den skotske hvalflåde på Carl Anton Larsen og "Jason" nær Joinville Island. Larsen var ude i samme ærinde som Dundee-ekspeditionen, på en ekspedition finansieret af Christen Christensen fra Sandefjord. Resultatet af denne ekspedion var ligeledes negativt.